# Nerijus Barasa
Nerijus Barasa, né le 1er juin 1978, est un footballeur lituanien.

## Biographie
Depuis 2001 il compte une vingtaine de sélections pour 2 buts (contre la Lettonie en 2001 et contre la Russie en 2004).